# Оррія
Оррія (італ. Orria) — муніципалітет в Італії, у регіоні Кампанія,  провінція Салерно.
Оррія розташована на відстані близько 290 км на південний схід від Рима, 100 км на південний схід від Неаполя, 55 км на південний схід від Салерно.
Населення — 1103 особи (2014).
Щорічний фестиваль відбувається другої неділі серпня. Покровитель — San Felice.

## Демографія
Населення за роками:

Станом на 1 січня 2023 року в муніципалітеті офіційно проживали 42 іноземці з 13 країн, серед них 16 громадян країн Євросоюзу та 8 громадян України.

## Сусідні муніципалітети
- Джої
- Мальяно-Ветере
- Монтефорте-Чиленто
- Перито
- Саленто
- Стіо